# Florarnas naturreservat
Florarna, Flororna eller Floran är ett stort myr- och skogsområde beläget i norra Uppland. Området sträcker sig in i både Tierps och Östhammars kommuner. Området präglas av viss vildmarksstämning. 1976 blev delar av området naturreservat efter ett långvarigt arbete av de ideella naturskyddsorganisationerna med Tord Ingmar i spetsen. Naturreservatet är idag Uppsala läns största med sina cirka 5 000 hektar.
Utöver myrarna finns kulturpräglade områden med hagar genom de två gamla gårdarna/byarna Risön i Norr och Vika i söder. 
I Florarna finns källorna till Forsmarksåns sjösystem.
Florarna ingår i EU:s nätverk av skyddade naturområden och är ett så kallat "Natura 2000-område".

## Friluftsliv
I området finns iordningställda vandringsleder som är lagom för dagsutflykter, bland annat går Upplandsleden genom området. Upplandsleden har två alternativa sträckningar där den östra passerar en 500 m lång spång, den så kallade Kungaspången, en gåva till kung Carl XVI Gustaf på hans femtioårsdag 1996. Den västra går över Storfloran på två spänger, vilka vardera är över 200 m långa. Det finns även flera rast-/eldningsplatser, några övernattningsstugor och vindskydd.

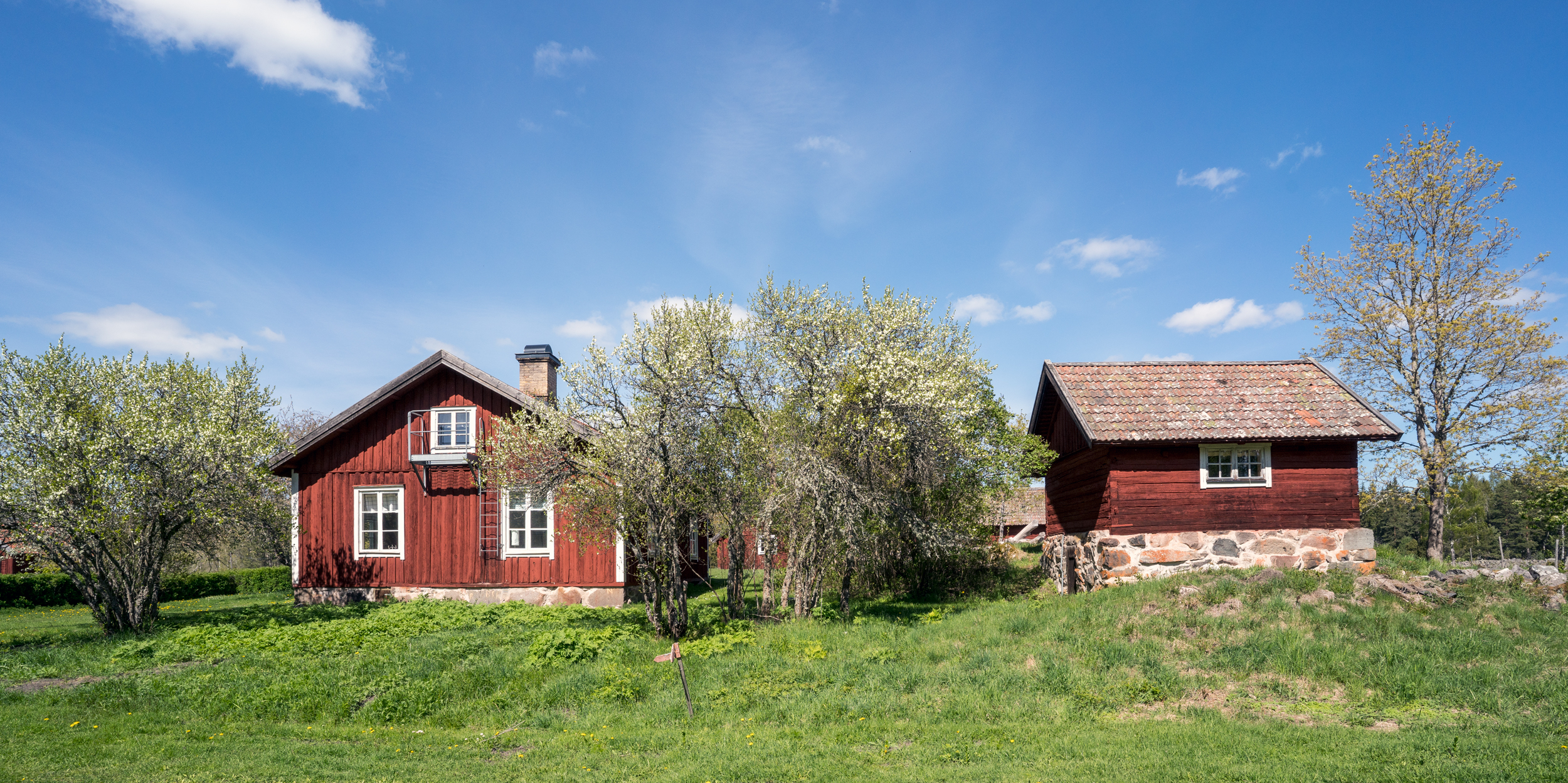
Entré Risön.
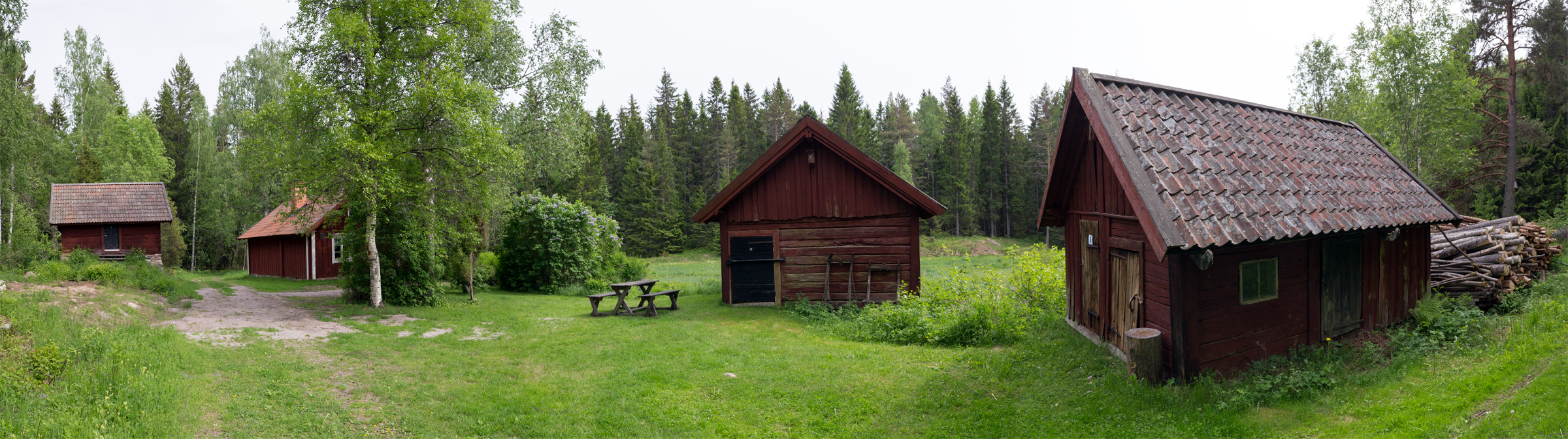
Det gamla tillsynsmannatorpet Västergärdet.
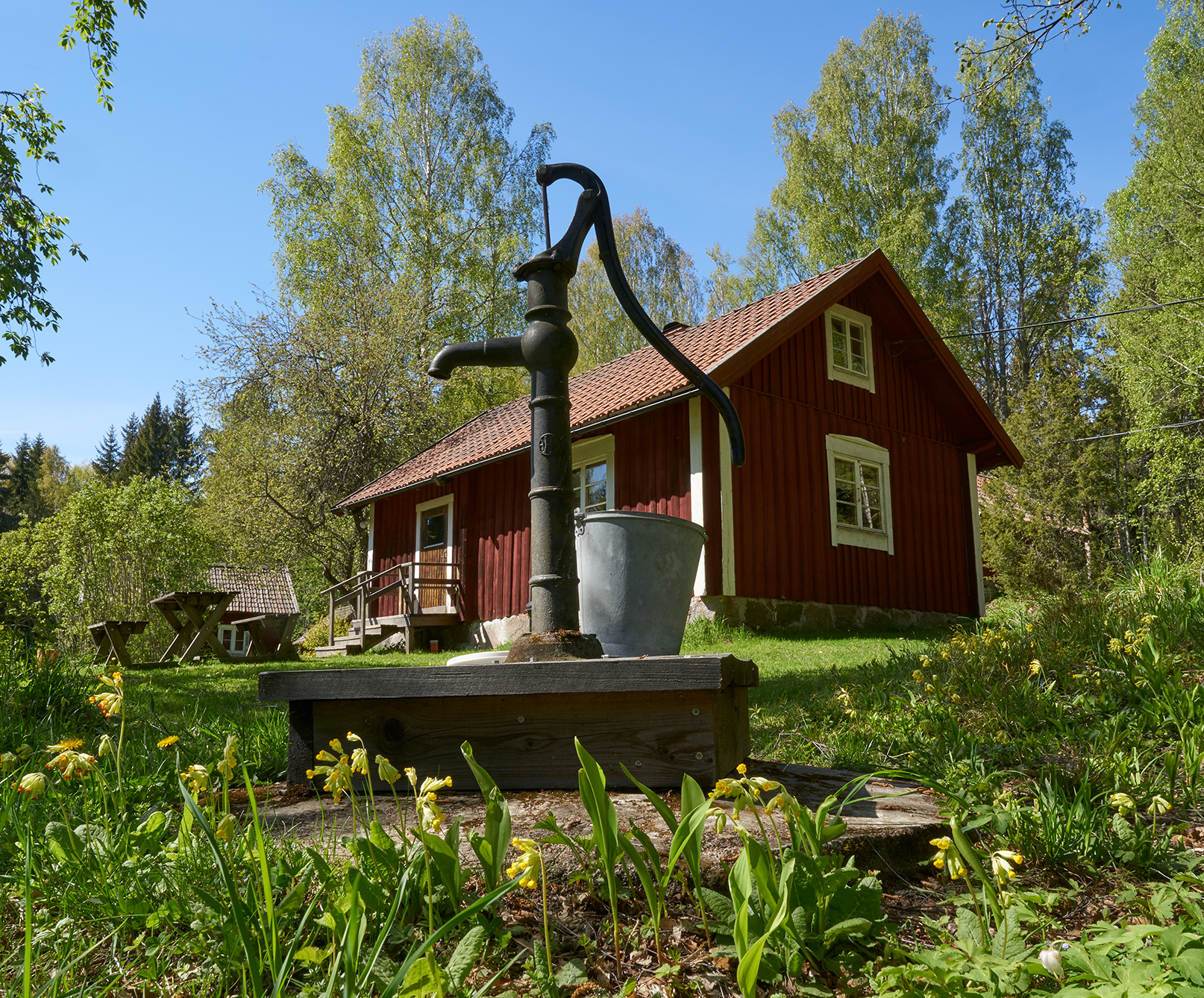
Västergärdet.

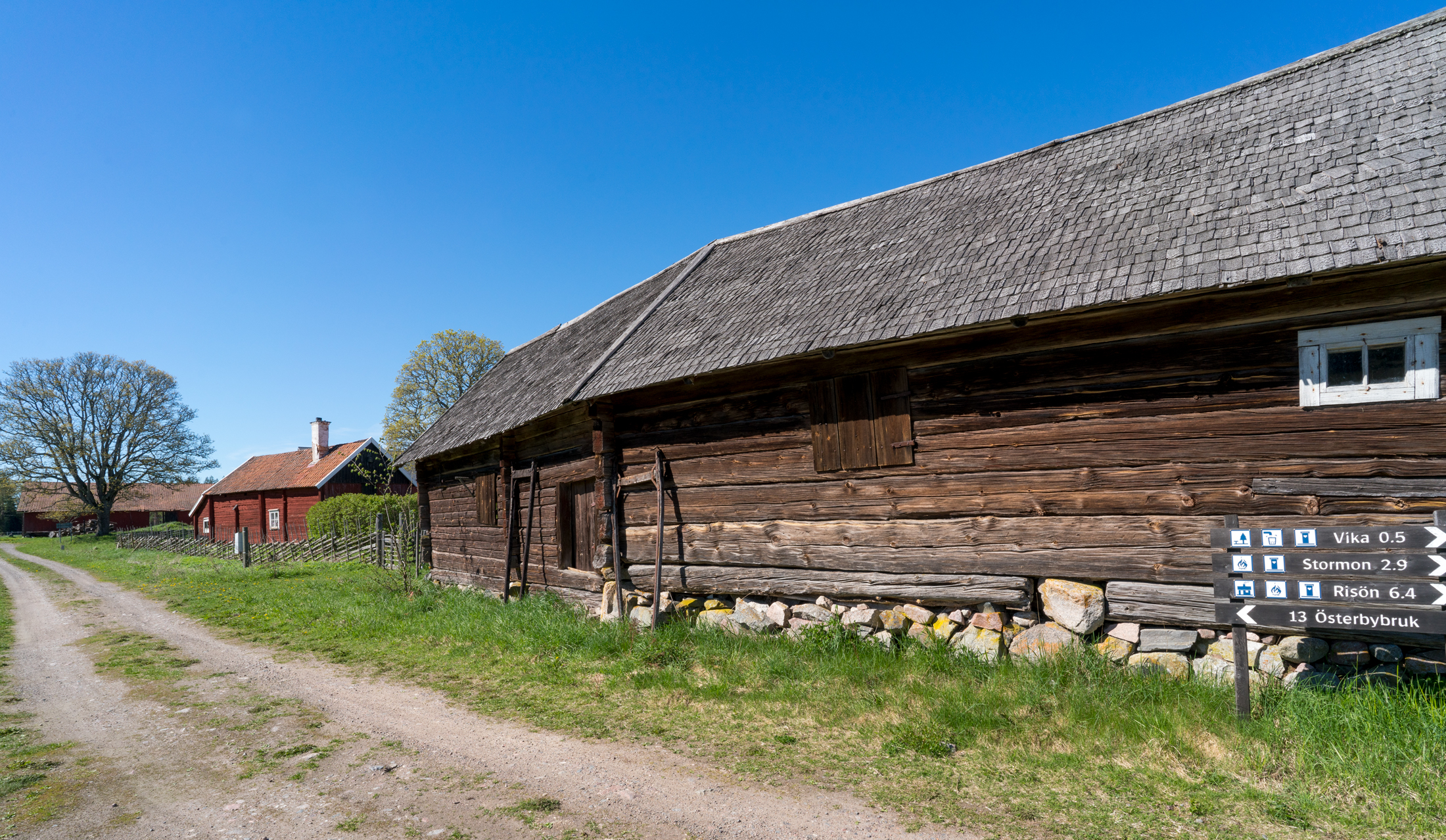
Entré Vika.
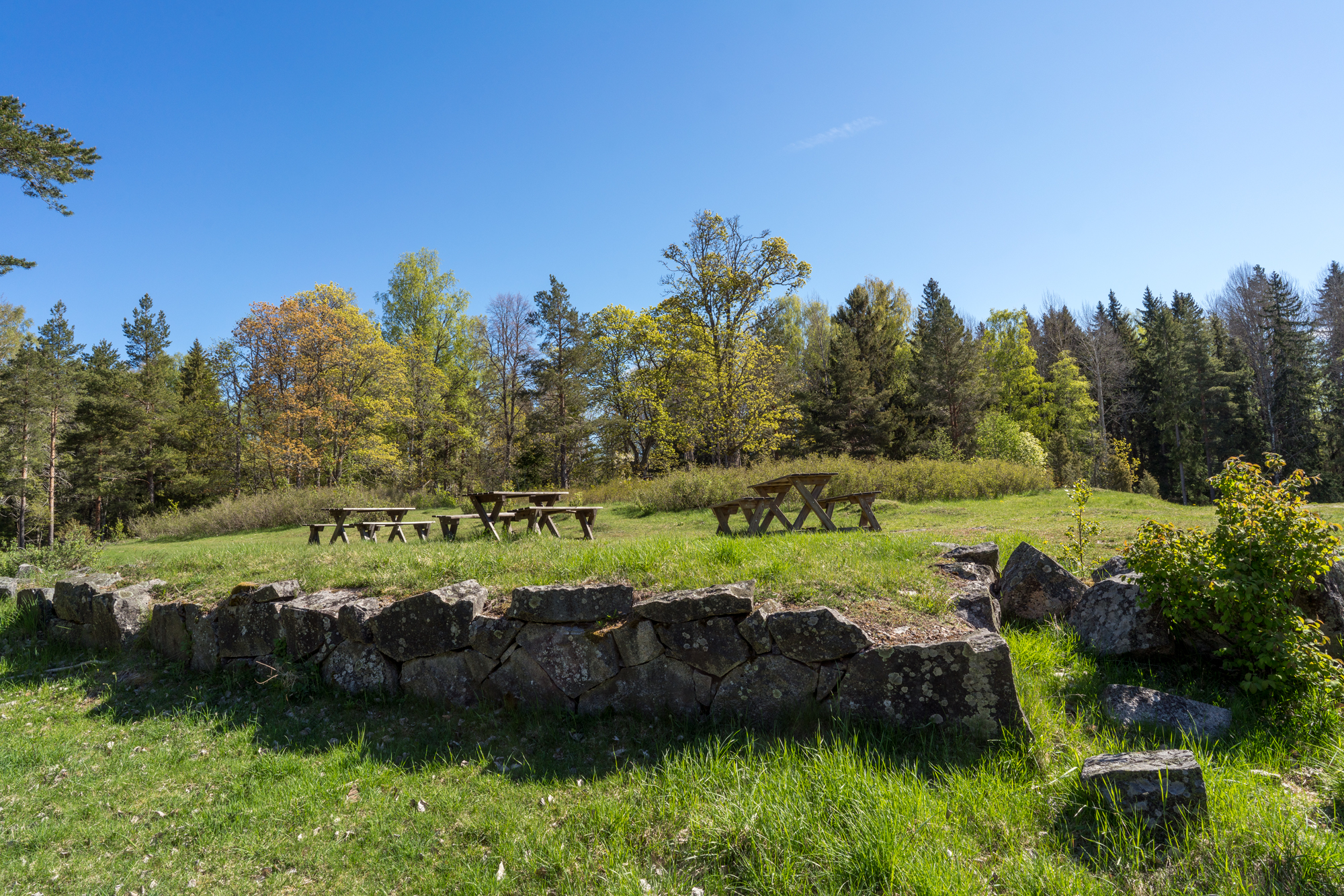
Entré Vika.
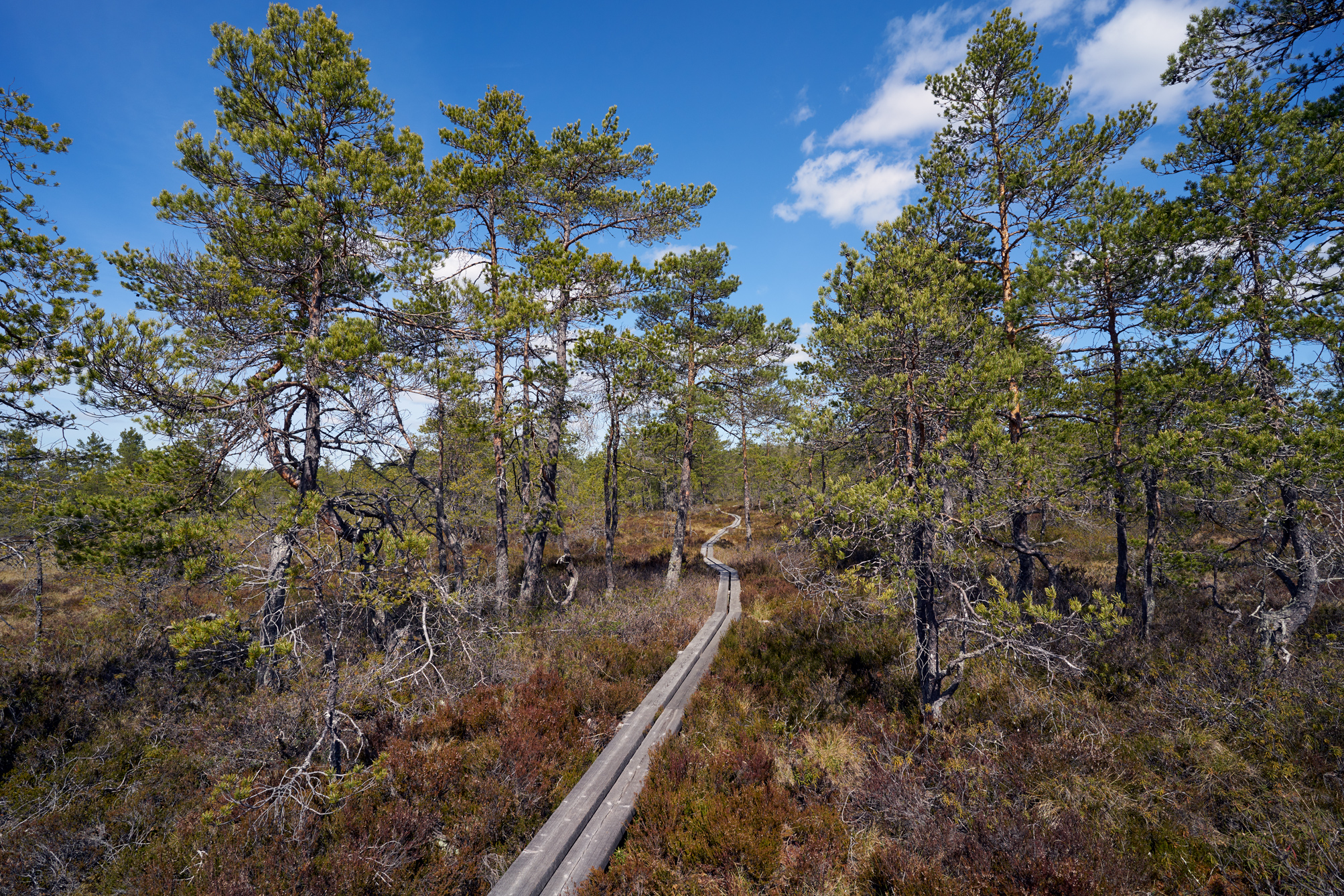
Kungaspången går över en mosse.
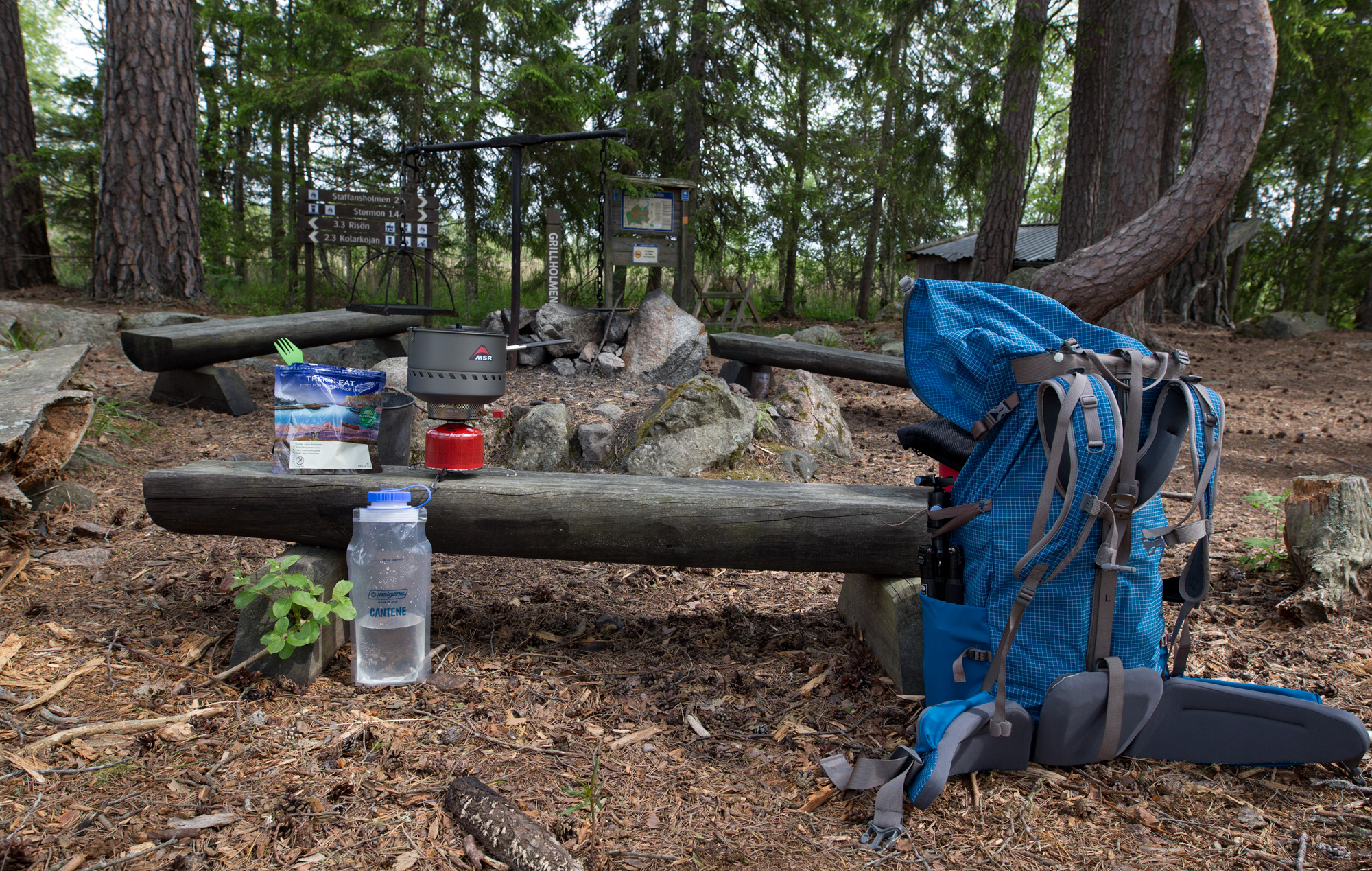
Grillholmen.

## Djur och växter
Bland de däggdjur som finns i Florarna med närmaste omgivningar kan nämnas utter, lodjur, mård med flera. Av de fåglar som regelbundet häckar kan nämnas havsörn, kungsörn, fiskgjuse, storlom, trana, ljungpipare, grönbena, storspov, sångsvan, orre, tjäder, järpe, tretåig hackspett, mindre hackspett, gröngöling, gråspett, spillkråka och mindre flugsnappare.

Bland växter i Florarna nämnas den köttätande växten sileshår, skvattram, pors, rosling, tranbär, hjortron, blåbär, lingon, tallört, nästrot, guckusko med flera.

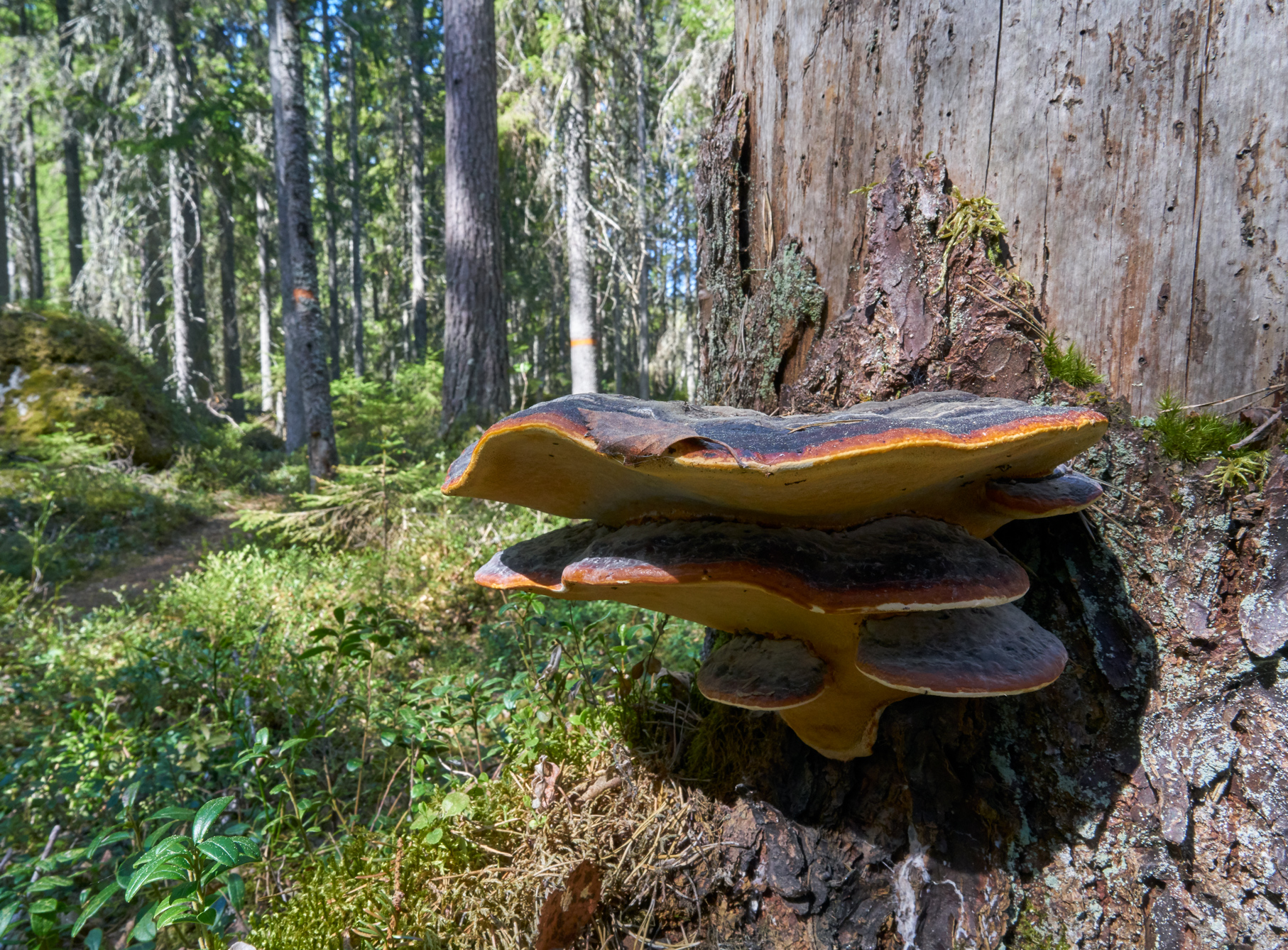
Klibbticka på dött träd.
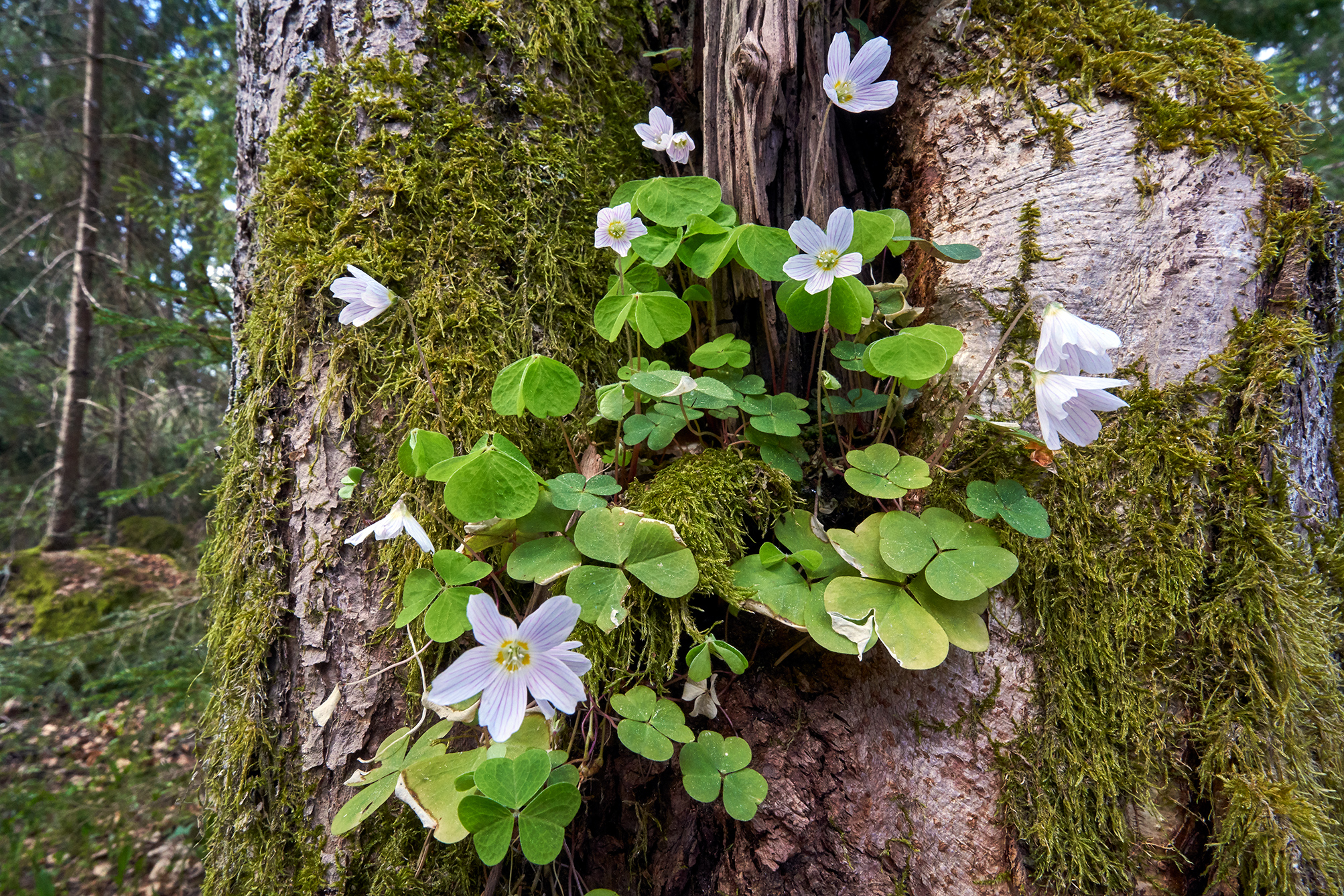
Harsyra på stam av lövträd.
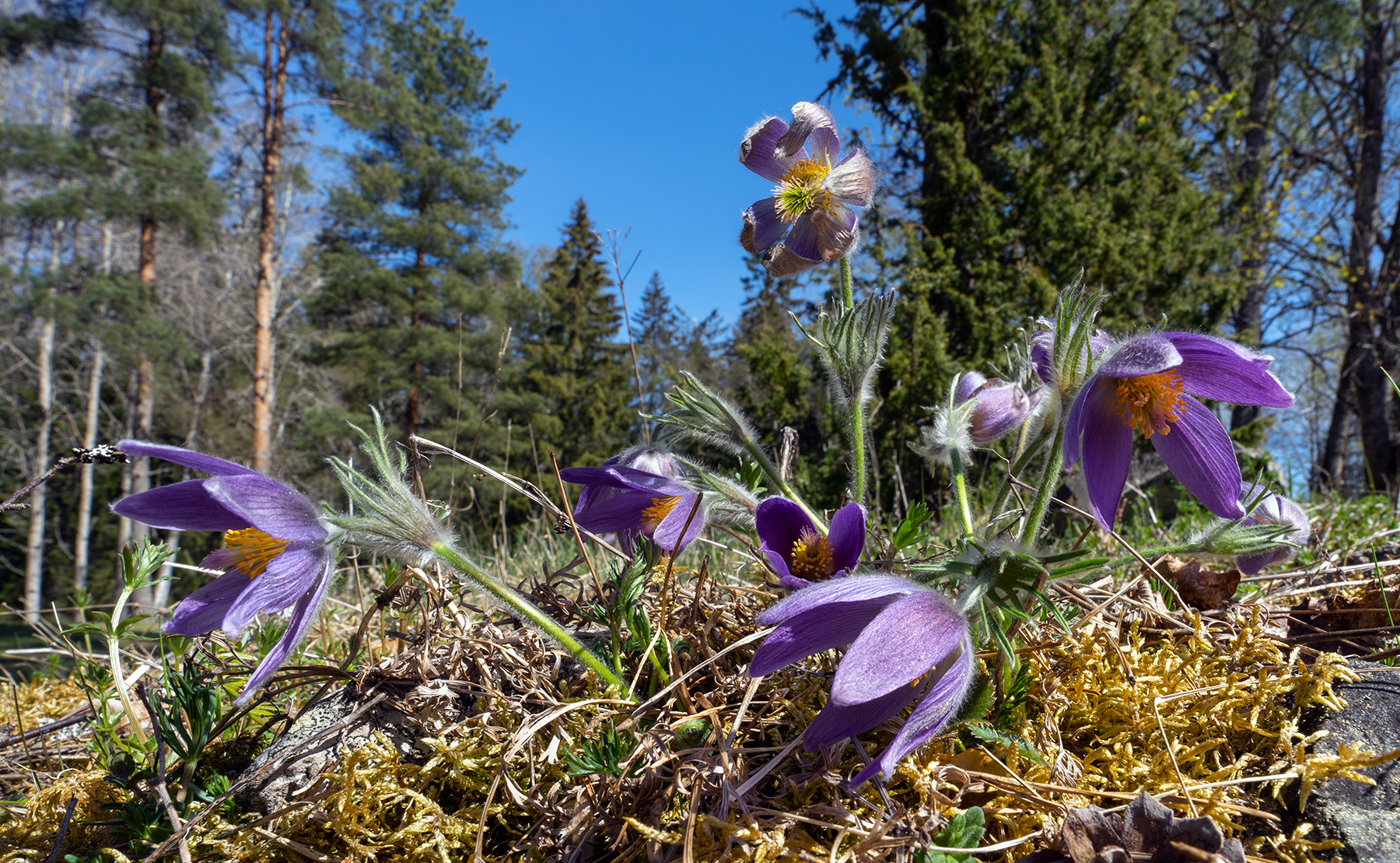
Backsippor vid Vika rastplats.
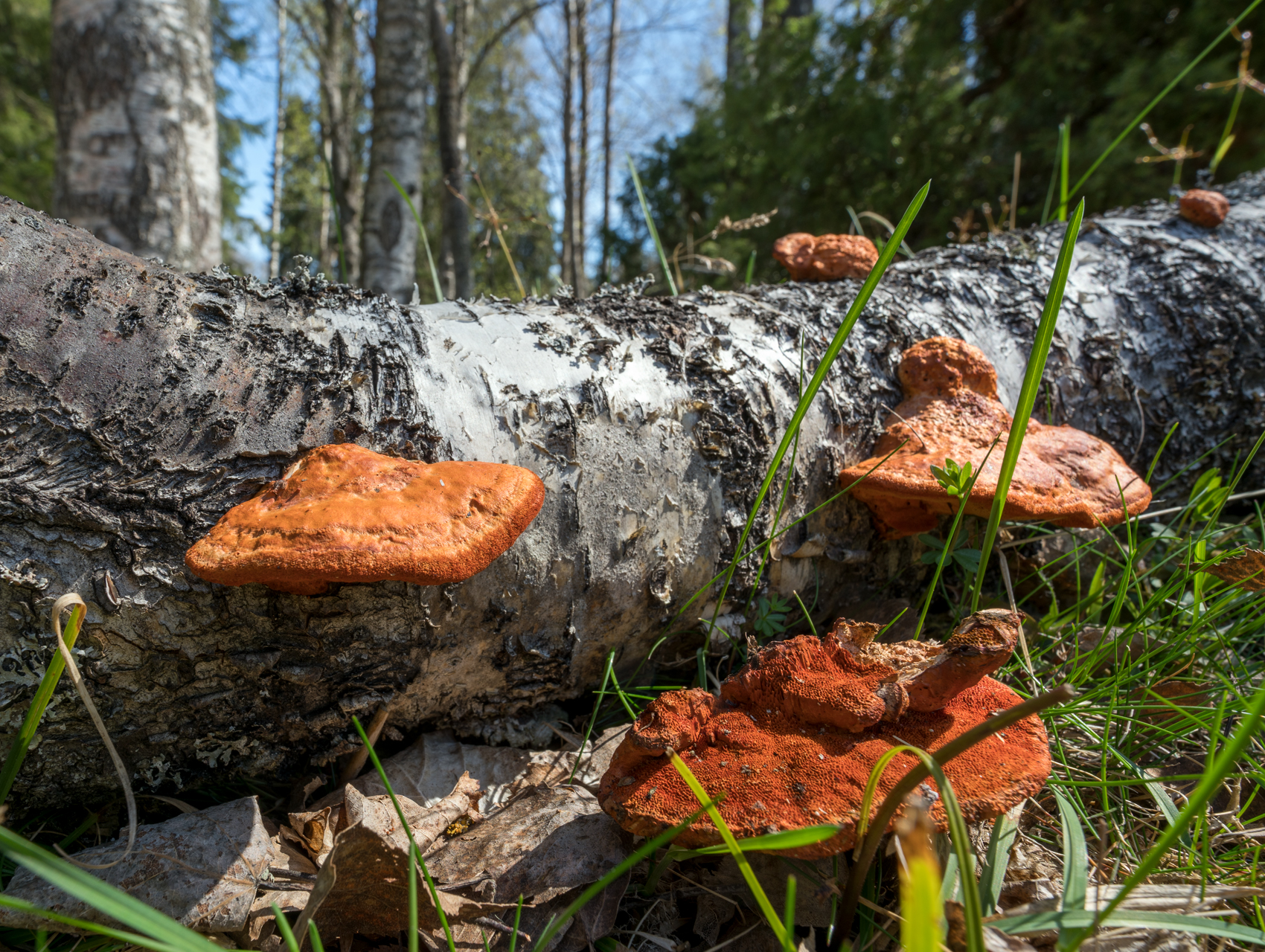
Cinnoberticka på björklåga.
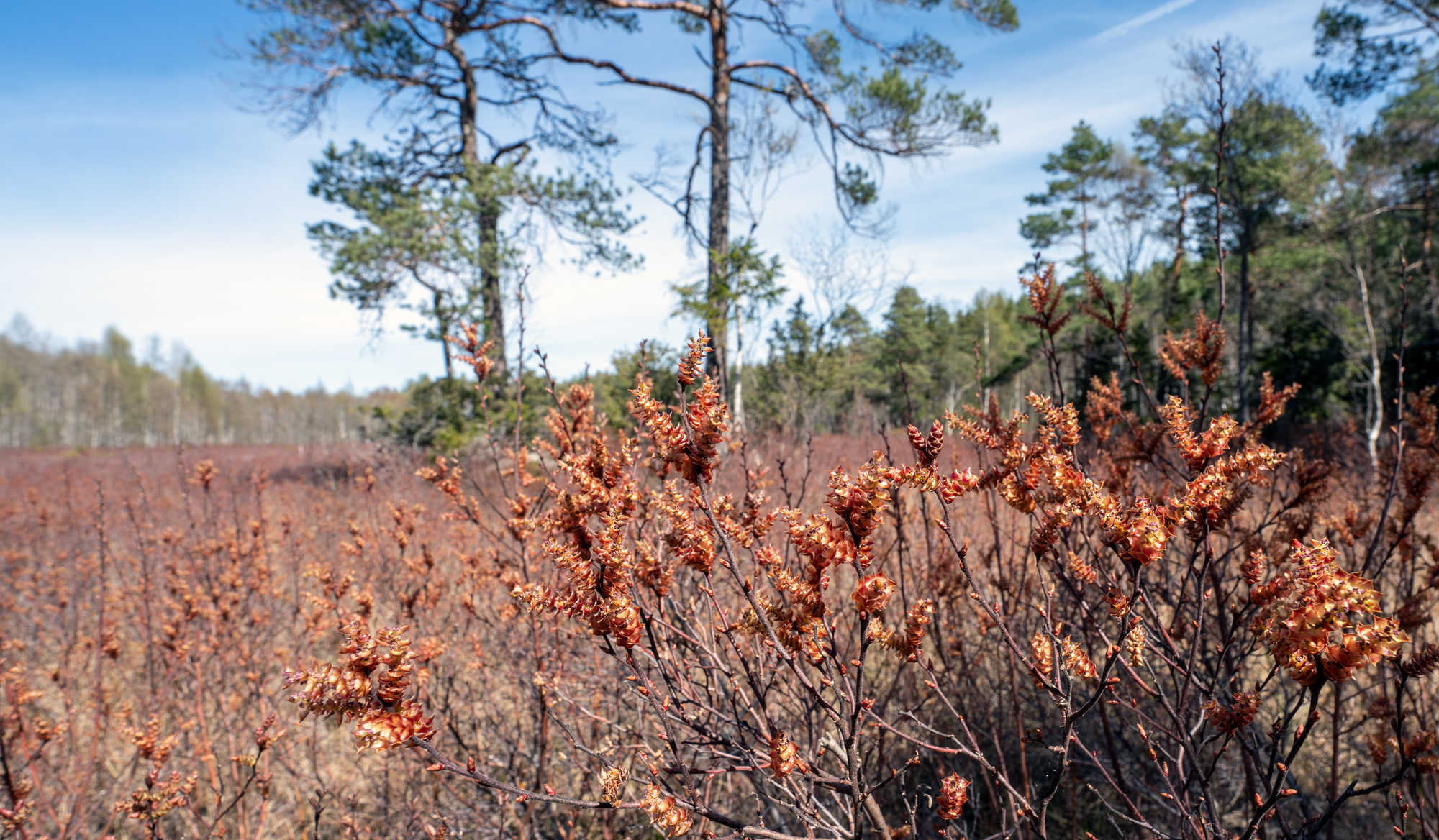
En myr med Pors. Hanblommorna är rödaktiga.
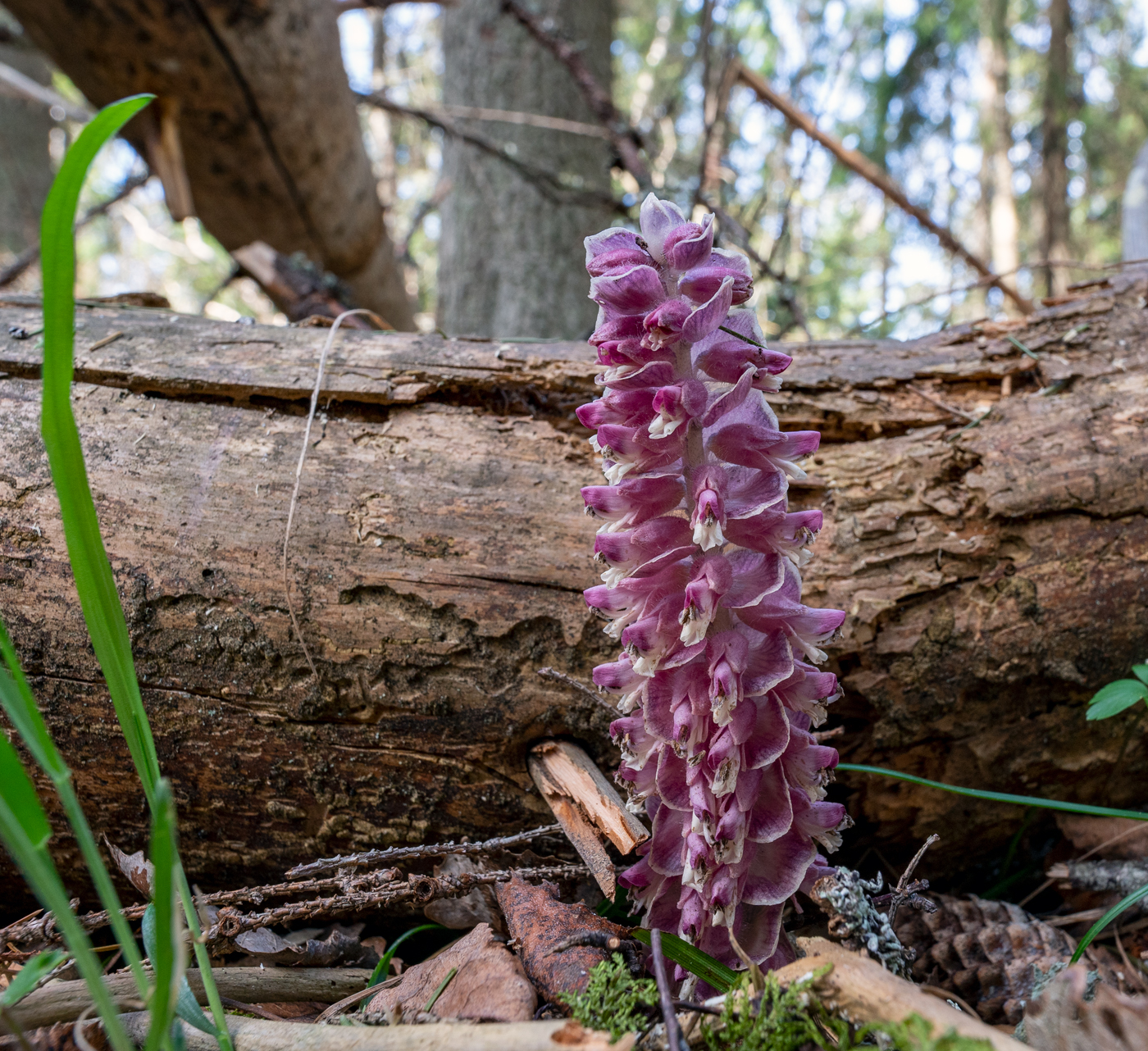
Vätteros.

## Kulturlandskap
Även om Florarna numera framstår som en av Upplands största vildmarker har Florarna länge varit en väl utnyttjad utmark. Myrslogarna på kärrmark har varit omfattande och sista slåttern skedde så sent som på 1940-talet. Även betesdjur på fäbodar och utgårdar har utnyttjat växtligheten. [källa behövs]
Kulturellt skulle Florarna således kunna klassificeras som en 'norrlandsmyr'. Sjöarna är till del dammar byggda av Lövstabruk.

## Fridfullt område - Tyst zon?
Svenska Naturskyddsföreningen tillställde under sommaren 2005 länsstyrelsen i Uppsala län samt Tierps kommun och Östhammars kommun en skrivelse där de föreslår att Florarna skall ingå i ett så kallat fridfullt område eller en tyst zon. Perspektivet är att Florarna tillsammans med det intilliggande Fälaren området skulle vara lämpligt som ett område där man medvetet försöker minimera konstgjorda/mänskliga ljud (buller etc.) till förmån för naturens egna.
Detta har dock stött på motstånd från den lokala LRF-avdelningen i Dannemora.

## Tillsynsmän/naturbevakare i Florarna
Florarnas naturbevakare, det vill säga tillsynsmän, genom åren har varit:
- Hans Strand, Alunda 1976-1984
- Holger Hagel, Boda i Ursbo 1984-2004
- Ronny Fredriksson, Sjudars i Andersbo 2003-2006
- Per Blomkvist, Myra i Dannemora juli 2007-2009
- Bernt Thorsell, Örbyhus 2010-nuvarande